# Serge Brussolo
Serge Brussolo, nascido em 31 de maio de 1951, é um escritor francês de ficção científica. Ele tinha uma vocação precoce da escrita e, na idade de doze anos, tenta publicar suas primeiras obras. Após completar os estudos na literatura e psicologia, ocupou vários empregos temporários.

## Filme
Em 2009, uma adaptação do seu livro Les Emmurés foi feita para o cinema chamada Walled In.[carece de fontes?]